# Callyna
Callyna là một chi bướm đêm thuộc họ Noctuidae.

## Các loài
- Callyna gaedei Hacker & Fibiger, 2006
- Callyna leuconota Lower, 1903
- Callyna leucosticha Turner, 1911
- Callyna monoleuca Walker, 1858
- Callyna semivitta Moore, 1882